# Автокъща
Автокъща е място, където се извършва продажба на автомобили. В зависимост от държавата и законите на бизнеса, автомобилите които се продават могат да са нови, на старо (употребявани) или и двете. Поради голямото разнообразие и количесво на коли на такива места, по-лесно може да се избере моторно превозно средство.
В държавите членки на Европейския съюз, производителите на резервни части и моторни превозни средства разпространяват продуктите си чрез мрежата от дистрибутори. Що се отнася до моторните превозни средства, тези дистрибутори са известни и като търговци. Автомобилните производители и други предприятия работят с оторизирани сервизи.

## В България
В България са се оформили няколко средища с множество автокъщи. Това са град Дупница, софиският квартал Горубляне и пернишкото село Драгичево.